# Efeito Stark

Espectro do nível de energia do átomo de hidrogênio de Rydberg em um campo elétrico próximo de n=15 para um número quântico magnético m=0. Cada nível n consiste de n-1 subníveis degenerados.

O Efeito Stark consiste no deslocamento e na divisão de linhas espectrais de átomos e moléculas perante um campo elétrico externo. O valor da divisão/ deslocamento são designados por divisão de Stark e deslocamento de Stark respetivamente. O Efeito é responsável pela ampliação da pressão das linhas espectrais de partículas carregadas, sendo o análogo elétrico do Efeito Zeeman, onde as linhas espectrais se dividem em várias componentes na presença de um campo magnético. Geralmente, o Efeito Stark é separado em duas ordens, a primeira, linear no campo elétrico aplicado, e a segunda, quadrática no mesmo campo. Quando as linhas deslocadas ou divididas aparecem em absolvição, o efeito é inverso ao Stark.
O Efeito Stark não pode ser explicado pela mecânica clássica, contudo é explicado perfeitamente pelas leis que regem a  mecânica quântica.

## História
O efeito foi descoberto em 1913 por Johannes Stark e independentemente pelo físico italiano Antonino Lo Surdo, porém, somente na Itália o chamam de Efeito Stark-Lo Surdo. A descoberta deste efeito foi de muita importância para o desenvolvimento da teoria quântica. Contudo, assim que descobriram o efeito, ambos pesquisadores abandonaram suas pesquisas em física moderna para aderir às políticas fascista e nazista de Mussolini e Hitler.
Inspirado pelo Efeito Zeeman e pela explicação dada por Lorentz, Woldemar Voigt realizou cálculos do limite quase elástico em um campo elétrico utilizando a mecânica clássica. Utilizando os índices experimentais da refração, ele estimou as divisões de Stark, porém, esta estimativa não foi muito satisfatória. Não feliz com esta predição, Stark fez medidas em diferentes estados de excitação do átomo de hidrogênio e obteve sucesso na observação das divisões.
Utilizando a teoria quântica de Bohr-Sommerfeld, Paul Epstein e Karl Schwarzschild, independentemente, foram capazes de deduzir equações para os efeitos Stark linear e quadrático no átomo de hidrogênio. Quatro anos depois, Hendrik Kramers deduziu as fórmulas para a intensidade das transições espectrais. Kramers também deduziu o efeito da estrutura fina, que inclui correções para a energia cinética relativística e o acoplamento entre o spin e o momento angular orbital do elétron. O primeiro tratamento quântico foi feito por Wolfgang Pauli. Erwin Schrödinger discutiu a extensão do efeito Stark em seu terceiro artigo sobre a teoria quântica (no qual ele apresentou sua teoria da perturbação) uma vez, em meados de 1916, utilizando o trabalho de Epstein (mas generalizou da velha para a nova teoria quântica) e uma vez pela sua aproximação da perturbação. Finalmente, Epstein reconsiderou os efeitos Stark linear e quadrático pelo ponto de vista da nova teoria quântica. Então ele deduziu equações para a intensidade das linhas que foi uma melhora decisiva sobre os resultados que Kramer havia obtido utilizando a velha teoria.
Enquanto os efeitos perturbativos de primeira ordem do efeito Stark no hidrogênio estavam de acordo com o modelo de Bohr-Somerfeld e com a teoria quântica para o átomo, efeitos de ordem maior não o estavam. Medidas do efeito Stark sobre forças de campo altas confirmaram a correção da teoria quântica sobre o modelo de Bohr.

## Mecanismo

### Visão geral
Um campo elétrico apontando da esquerda para a direita, por exemplo, tende a puxar o núcleo de um átomo para a direita e os elétrons para a esquerda. Em um outro ponto de vista, se um estado eletrônico tem seus elétron dispostos à esquerda desproporcionalmente, sua energia é diminuída, enquanto que se estiverem desproporcionais à direita sua energia é aumentada.
O efeito do campo elétrico também se dá graças aos níveis eletrônico, quanto mais distante o elétron está do núcleo, mais ele vai para a direita ou para a esquerda.
O efeito Stark pode conduzir à divisão dos níveis de energia degenerados. Por exemplo, no modelo de Bohr, um elétron tem a mesma energia se está no estado 2s ou em qualquer um dos estados 2p. Entretanto, num campo elétrico, existirão orbitais híbridos (também chamados superposições quânticas) de energia e outros orbitais híbridos onde o elétron tende à direita, no qual ele adquire uma maior energia. Portanto, os níveis de energia primeiramente degenerados vão se dividir em níveis de energia superficialmente mais baixos e mais fortes.

### Eletrostática clássica
O efeito Stark se origina da interação entre a distribuição de carga (átomo ou molécula) e um campo elétrico externo. Antes de considerer a mecânica quântica do efeito, descrevemos a interação clássica e consideramos um distribuição contínua de carga ρ(r).
Se esta distribuição de carga não é polarizada, sua interação energética com um potencial eletrostático externo V(r) é:
{\displaystyle E_{\mathrm {int} }=\int \rho (\mathbf {r} )V(\mathbf {r} )d\mathbf {r} ^{3}}.
Se o campo elétrico é de origem macroscopic e a distribuição de cara é microscopic, é sensate assumer que o campo elétrico é uniforme sobre a distribuição de carga. Isto é, V é dado por uma expansão de Taylor de Segundo grau,
{\displaystyle V(\mathbf {r} )=V(\mathbf {0} )-\sum _{i=1}^{3}r_{i}F_{i}}, com o campo elétrico: {\displaystyle F_{i}\equiv -\left.\left({\frac {\partial V}{\partial r_{i}}}\right)\right|_{\mathbf {0} }},
onde utilizamos a origem 0 em algum lugar de ρ.
Utilizando V(0) como a energia inical, a interação se torna:
{\displaystyle E_{\mathrm {int} }=-\sum _{i=1}^{3}F_{i}\int \rho (\mathbf {r} )r_{i}d\mathbf {r} \equiv -\sum _{i=1}^{3}F_{i}\mu _{i}=-\mathbf {F} \cdot {\boldsymbol {\mu }}}.
Aqui introduzimos momento dipólo μ de ρ como uma integral sobre uma distribuição de carga. Caso ρ consista em N pontos carregados com a carga q j  esta definição se torna um somatório:
{\displaystyle {\boldsymbol {\mu }}\equiv \sum _{j=1}^{N}q_{j}\mathbf {r} _{j}}.

### Teoria da perturbação
Utilizando a mecânica quântica agora, vemos um átomo ou molécula como uma coleção de pontos carregados(electron e núcleo), então aplicamos a segunda definição do dipólo. A interação de u átomo ou molécula com um campo elétrico externo uniforme é descrita pelo operador
{\displaystyle V_{\mathrm {int} }=-\mathbf {F} \cdot {\boldsymbol {\mu }}.}
Este operador é utilizado como a perturbação de primeira e segunda ordem para explicar e primeira e a segunda ordem do efeito Stark.

#### Primeira ordem
Considerando uma molécula ou átomo não perturbado em um estado degenerado (“g”) com funções de estado ortonormais de ordem zero:
{\displaystyle \psi _{1}^{0},\ldots ,\psi _{g}^{0}}. (Não degenerado é o caso especial em que “g”=1).
De acordo com a teoria da perturbação, a energia de primeira ordem são os autovalores da matriz “g” x “g” com um elemento geral.
{\displaystyle (\mathbf {V} _{\mathrm {int} })_{kl}=\langle \psi _{k}^{0}|V_{\mathrm {int} }|\psi _{l}^{0}\rangle =-\mathbf {F} \cdot \langle \psi _{k}^{0}|{\boldsymbol {\mu }}|\psi _{l}^{0}\rangle ,\qquad k,l=1,\ldots ,g.}
Se g = 1 (caso do estado eletrônico de moléculas) a energia de primeira ordem se torna proporcional ao valor esperado (médio) do operadore dipólo {\displaystyle {\boldsymbol {\mu }}},
{\displaystyle E^{(1)}=-\mathbf {F} \cdot \langle \psi _{1}^{0}|{\boldsymbol {\mu }}|\psi _{1}^{0}\rangle =-\mathbf {F} \cdot \langle {\boldsymbol {\mu }}\rangle .}
Como o momento dipole é um vetor polar, os elementos diagonais da matriz da perturbação Vint desaparecem em sistemas com centro de inversão (nos átomos).Moléculas com um centro de inversão em um estado eletrônico não degenerado não possuem um momento dipólo permanente, por isto, não demonstram o efeito Stark linear.
Para obter uma matriz não-nula Vint para sistemas com centro de inversão é necessário que algumas das funções das funções não perturbadas {\displaystyle \psi _{i}^{0}} tenham paridade oposta (obtêm-se mais e menos sobre inversão), pois somente as funções com paridade oposta nos dá elementos que não desaparecem de uma matriz. A paridade estados degenerados de ordem zero da paridade oposta ocorrem em átomos como o de hidrogênio excitados( um elétron).Como os átomos têm o número quântico principal n é n2-dobra degenerada é:
{\displaystyle n^{2}=\sum _{\ell =0}^{n-1}(2\ell +1),}
onde {\displaystyle \ell } é o número quântico azimutal(momento angular). Por exemplo, o estado excitado onde n = 4 contém o estado {\displaystyle \ell } a seguir:
{\displaystyle 16=1+3+5+7\;\;\Longrightarrow \;\;n=4\;{\hbox{contains}}\;s\oplus p\oplus d\oplus f.}
O estado de um elétron {\displaystyle \ell } par possui paridade par, enquanto que aqueles com o {\displaystyle \ell } ímpar são ímpares em paridade. Por isso os átomos como o hidrogênio com n>1 apresenta o efeito Stark de primeira ordem.
O efeito Stark de primeira ordem ocorre em transições rotacionais de moléculas com a casca simétrica. Na primeira aproximação a molécula deve ser como um rotor rígido. Um rotor rígido de casca simétrica tem um autoestado não-peturbado:
{\displaystyle |JKM\rangle =(D_{MK}^{J})^{*}\quad \mathrm {with} \quad M,K=-J,-J+1,\dots ,J}
com dobra de energia degenerada 2(2J+1) para |K| > 0 e dobra de energia degenerada (2J+1) para K=0.
Aqui DJMK é um elemento da matriz Wigner D. A matriz de perturbação de primeira ordem na base da função do rotor rígido não-perturbado é não nula e pode ser diagonalizada. Isto nos dá divisões e deslocamentos no espectro rotacional. Uma análise quantitativa destes deslocamentos Stark nos dá o momento dipólo elétrico permanente da molécula de casca simétrica.

#### Segunda ordem
Como definido, o efeito Stark quadratico é descrito pela teoria da perturbação de segunda ordem.
Os problemas de ordem zero
{\displaystyle H^{(0)}\psi _{k}^{0}=E_{k}^{(0)}\psi _{k}^{0},\quad k=0,1,\ldots ,\quad E_{0}^{(0)}<E_{1}^{(0)}\leq E_{2}^{(0)},\dots }
que devem ser resolvidos. Usualmente, assumimos que o estado de ordem zero a ser perturbado é não-degenerado. Se pegarmos o estado-base como um estado não-degenerado sobre consideração (para átomos tipo o hidrogênio : n = 1), a teoria da perturbação nos dá:
{\displaystyle E^{(2)}=\sum _{k>0}{\frac {\langle \psi _{0}^{0}|V_{\mathrm {int} }|\psi _{k}^{0}\rangle \langle \psi _{k}^{0}|V_{\mathrm {int} }|\psi _{0}^{0}\rangle }{E_{0}^{(0)}-E_{k}^{(0)}}}=-{\frac {1}{2}}\sum _{i,j=1}^{3}F_{i}\alpha _{ij}F_{j}}
com as components do tensor polarizável α definido por
{\displaystyle \alpha _{ij}\equiv -2\sum _{k>0}{\frac {\langle \psi _{0}^{0}|\mu _{i}|\psi _{k}^{0}\rangle \langle \psi _{k}^{0}|\mu _{j}|\psi _{0}^{0}\rangle }{E_{0}^{(0)}-E_{k}^{(0)}}}.}
A energia E(2)nos dá o efeito Stark quadrático.
Por causa da sua simetria esférica, a polarização do tensor dos átomos é isotrópica,
{\displaystyle \alpha _{ij}=\alpha _{0}\delta _{ij}\Longrightarrow E^{(2)}=-{\frac {1}{2}}\alpha _{0}F^{2},}
que é o deslocamento Stark quadratico para os átomos.Para muitas moléculas esta expressão é uma boa aproximação, porque os tensores moleculares são quase sempre isotrópicos.